# Battipaglia
Battipaglia – miasto i gmina we Włoszech, w regionie Kampania, w prowincji Salerno.
Według danych na rok 2004 gminę zamieszkiwały 50 084 osoby, 894,4 os./km².